# Пуялка-Орлово
Пуя́лка-Орло́во (рос. Пуялка-Орлово, марій. Пуял почиҥга) — присілок у складі Оршанського району Марій Ел, Росія. Входить до складу Шулкинського сільського поселення.

## Населення
Населення — 163 особи (2010; 202 у 2002).
Національний склад (станом на 2002 рік):
- росіяни — 68 %
- марі — 27 %